# D-Block & S-te-Fan
D-Block & S-te-Fan is een Nederlands dj- en producerduo bestaande uit Diederik Bakker en Stefan den Daas. Hun eerste release was 'Fresh New Beat' op Danamite, het label van DJ Dana. Ze produceren voornamelijk Hardstyle, maar ze beschikken ook over het DBSTF alias waaronder house muziek uitgebracht wordt.

## Loopbaan
Hun eerste release was 'Fresh New Beat' op Danamite, het label van DJ Dana in 2005. Sinds hun debuut speelden ze reeds op grote dance-evenementen zoals Qlimax en Defqon.1. In 2006 werden ze eigenaar van hun eigen platenlabel, Next Chapter. Dit eigen platenlabel gaven ze op voor een plaats bij Scantraxx Recordz. Hier kregen ze al snel een eigen sublabel, Scantraxx Evolutionz. Op 22 januari 2011 gaven D-Block & S-te-Fan hun eigen X-Qlusive feest.
Medio 2014 besloten zij hun muzikale horizon te verbreden onder de naam DBSTF. Dit leidde eind 2014 tot een samenwerking met het duo Blasterjaxx, waaruit op 5 januari 2015 de track "Beautiful World" ontstond. Ze maken nog steeds hardstyle onder hun originele naam.
In 2019 lanceerden zij een live act, Ghost Stories.

### Invloeden
De muziek van D-Block & S-te-Fan is in het begin beïnvloed door UK hard house en Duitse hardtrance van onder meer Cosmic Gate, Tom Harding, JP en Scot Project. Later waren dat DJ Zany, The Prophet, Deepack, Dana en DJ Luna.

## Discografie

### Albums
| Album met eventuele hitnotering(en) in de Nederlandse Album Top 100 | Datum van verschijnen | Datum van binnenkomst | Hoogste positie | Aantal weken | Opmerkingen |
| ------------------------------------------------------------------- | --------------------- | --------------------- | --------------- | ------------ | ----------- |
| Music made addict                                                   | 2009                  | 10-10-2009            | 100             | 1            |             |
| Rockin' ur mind                                                     | 2011                  | 29-01-2011            | 50              | 4            | Mix-CD      |
| Antidote                                                            | 2017                  | 23-09-2017            | 161             | 1            |             |
| Enter Your Mind                                                     | 2021                  | 07-12-2021            |                 |              |             |

### Nummers
| Jaar | Titel                                                                   | Type              |
| ---- | ----------------------------------------------------------------------- | ----------------- |
| 2005 | Rock Diz Joint / Freak on it! (vs. Tha Bazzpimpz)                       | Single            |
| 2005 | Fresh New Beat                                                          | Single            |
| 2006 | Keep it Coming / Our Way (ft. MC Villain)                               | Single            |
| 2006 | U Will Be Dancing                                                       | Single            |
| 2006 | Luna & Thilo – Existence                                                | Remix             |
| 2007 | Guilty / We Be Kickin’ Bass                                             | Single            |
| 2008 | Evolutionz (ft. MC Villain)                                             | Single            |
| 2008 | Part of the Hard (ft. MC Villain)                                       | Single            |
| 2008 | Ride Wit Uz                                                             | Single            |
| 2008 | Stronger                                                                | Single            |
| 2008 | Kingdom                                                                 | Single            |
| 2008 | Total Eclipz                                                            | Single            |
| 2008 | Coone – Words from the Gang                                             | Remix             |
| 2008 | Beholder & Balistic – Decibel 2002                                      | Remix             |
| 2008 | The Viper & G-Town Madness – Here it Comes                              | Remix             |
| 2009 | Music Made Addictz                                                      | Album             |
| 2009 | Creation of Life (Reverze Anthem, ft. Coone)                            | Anthem            |
| 2009 | Rock Diz (vs. Deepack)                                                  | Single            |
| 2009 | In Other Wordz (vs. Deepack)                                            | Single            |
| 2009 | Crank (vs. Coone)                                                       | Single            |
| 2009 | Music Made Addict                                                       | Single            |
| 2009 | Shallow Planet                                                          | Single            |
| 2009 | Supernova                                                               | Single            |
| 2009 | Dreamers Of Dreamz                                                      | Single            |
| 2009 | Teqnology                                                               | Single            |
| 2009 | Let’z Dance                                                             | Single            |
| 2009 | Ultimate High                                                           | Single            |
| 2009 | The Essence Of Sound                                                    | Single            |
| 2009 | The Nature Of Our Mind (Qlimax Anthem)                                  | Anthem            |
| 2009 | Let It Go (ft. Josh & Wesz)                                             | Single            |
| 2010 | Together                                                                | Single            |
| 2010 | Alone                                                                   | Single            |
| 2010 | Revelation                                                              | Single            |
| 2010 | Anger                                                                   | Single            |
| 2010 | A Decade of Dedication (ft. MC DV8 & Villain – Anthem 10 Years Q-dance) | Anthem            |
| 2010 | Headhunterz vs. Wildstylez – Blame It On The Music                      | Remix             |
| 2010 | The Pitcher – Start Rocking                                             | Remix             |
| 2011 | Rockin’ Ur Mind                                                         | Compilation Album |
| 2011 | Critical Mass – Burnin Love                                             | Remix             |
| 2012 | Take Me There                                                           | Single            |
| 2012 | Our Music                                                               | Single            |
| 2012 | Rebel                                                                   | Single            |
| 2012 | Di-rect – Young Ones                                                    | Remix             |
| 2013 | Twisted Mind Fantasy                                                    | Single            |
| 2013 | X Gonna Give It To Ya (ft. MC Villain)                                  | Single            |
| 2013 | Save Our Dreams                                                         | Single            |
| 2013 | Beat as One (ft. F8trix)                                                | Single            |
| 2014 | Alive (ft. Isaac)                                                       | Single            |
| 2014 | Worlds Collide (ft. Chris Madin)                                        | Single            |
| 2014 | Rocking With The Best                                                   | Single            |
| 2014 | Beautiful World (met Blasterjaxx ft. Ryder)                             | Single            |
| 2014 | Dash Berlin & Jay Cosmic – Here Tonight                                 | Remix             |
| 2015 | Louder (met Rebourne)                                                   | Single            |
| 2015 | Do Your Thing                                                           | Single            |
| 2015 | Waiting For You                                                         | Single            |
| 2015 | Higher                                                                  | Single            |
| 2015 | Drop it Down                                                            | Single            |
| 2015 | Blasterjaxx & DBSTF – Beautiful World (Hardstyle RMX)                   | Remix             |
| 2016 | Parnassia                                                               | Single            |
| 2016 | Into The Light                                                          | Single            |
| 2016 | Afreaka                                                                 | Single            |
| 2016 | Gold                                                                    | Single            |
| 2016 | Hit Me                                                                  | Single            |
| 2016 | Everything Changed                                                      | Single            |
| 2016 | Temple                                                                  | Single            |
| 2017 | Antidote                                                                | Album             |
| 2017 | Noise (met Dannic)                                                      | Single            |
| 2017 | Angels & Demons                                                         | Single            |
| 2017 | Antidote (single)                                                       | Single            |
| 2017 | By Myself                                                               | Single            |
| 2017 | Promised Land                                                           | Single            |
| 2018 | Twilight Zone                                                           | Single            |
| 2018 | The Ultimate Celebration (met Frequencerz)                              | Single            |
| 2018 | We Don’t Stop (met Villain ft. Evelyn)                                  | Single            |
| 2018 | Ghost Stories                                                           | Single            |
| 2018 | Gave U My Love                                                          | Single            |
| 2019 | Forthenite                                                              | Single            |
| 2019 | Darkest Hour (The Clock) (met Sub Zero Project)                         | Single            |
| 2019 | Wolves Cry (met Wildstylez)                                             | Single            |
| 2019 | World Renowned (met DJ Isaac)                                           | Single            |
| 2019 | Brace Yourself (IMPAQT Anthem)                                          | Anthem            |
| 2019 | Open Your Mind (Ghost Stories)                                          | Single            |
| 2019 | Fallen Souls (Ghost Stories)                                            | Single            |
| 2020 | Feel It! (met D-Sturb)                                                  | Single            |
| 2020 | Lake of Fire (Ghost Stories)                                            | Single            |
| 2020 | Primal Energy (Defqon.1 Anthem)                                         | Anthem            |
| 2020 | Love On Fire                                                            | Single            |
| 2020 | Harder State Of Mind (met DJ Isaac)                                     | Single            |
| 2020 | Feel Inside                                                             | Single            |
| 2020 | Trouble (met Villain)                                                   | Single            |
| 2020 | Walt – Let The Music Play                                               | Remix             |
| 2021 | Enter Your Mind                                                         | Album             |
| 2021 | Good Times                                                              | Single            |
| 2021 | Believe                                                                 | Single            |
| 2021 | Diamond Hearts                                                          | Single            |
| 2021 | Harder Generation                                                       | Single            |
| 2021 | Fearless                                                                | Single            |
| 2021 | Losing Control                                                          | Single            |
| 2021 | The Future                                                              | Single            |
| 2021 | Gates Of Paradise                                                       | Single            |
| 2021 | Inside My Head (Ghost Stories)                                          | Single            |
| 2022 | Infinity (met Sefa)                                                     | Single            |
| 2022 | World Of Dreams (met Frontliner)                                        | Single            |
| 2022 | Primal Energy (Haunted Grounds – Ghost Stories)                         | Anthem            |
| 2022 | Slave To The Rave (met DJ Isaac)                                        | Single            |
| 2022 | Deep In My Soul                                                         | Single            |
| 2022 | Fight For You                                                           | Single            |
| 2022 | Squid Game (DBSTF Edit)                                                 | Edit              |
| 2022 | Do It To It (DBSTF Edit)                                                | Edit              |
| 2023 | Deep In My Soul (Dark Mix)                                              | Single            |
| 2023 | Keepers Of Our Legacy (met Headhunterz)                                 | Single            |
| 2023 | Devil’s Night (Ghost Stories)                                           | Single            |
| 2023 | Someone To Believe In                                                   | Single            |
| 2023 | Spirit of the Wolf (Knockout Outdoor Anthem)                            | Anthem            |
| 2023 | Come Alive (met D-Sturb)                                                | Single            |
| 2023 | Love The Way (met Rooler & Sickmode)                                    | Single            |
| 2023 | Headhunterz ft. Malukah – Reignite                                      | Remix             |
| 2024 | Kamikaze (ft. Diandra Faye)                                             | Single            |
| 2024 | Fire                                                                    | Single            |
| 2024 | Nothing But Rave (met The Prophet)                                      | Single            |
| 2024 | Live For The Hard (met Aversion)                                        | Single            |
| 2024 | Symphony Of Life (met Sefa)                                             | Single            |
| 2024 | Embrace The Dark (Ghost Stories)                                        | Single            |
| 2024 | U Are The High (met Coone ft. Diandra Faye)                             | Single            |
| 2024 | Behind Enemy Lines (met Ran-D)                                          | Single            |
| 2024 | Madix ft. Leila K – Open Sesame (Abracadabra)                           | Remix             |
| 2025 | No Angel                                                                | Single            |
| 2025 | Bla Bla                                                                 | Single            |
| 2025 | Moving On (Met Radical Redemption)                                      | Single            |